# Stanhopea tricornis
Stanhopea tricornis Lindl., 1849 è un'orchidea della sottofamiglia Epidendroideae (tribù Cymbidieae, sottotribù Stanhopeinae) diffusa in America meridionale.

## Biologia
Si riproduce per impollinazione entomogama ad opera dei maschi dell'ape delle orchidee Eulaema meriana.

## Distribuzione e habitat
La specie è diffusa nelle foreste tropicali di Ecuador, Colombia e Perù.